# Cheia, Brașov
Cheia este un sat în comuna Moieciu din județul Brașov, Transilvania, România.

## Monumente
- Biserica Adormirea Maicii Domnului din Cheia reprezintă cel mai valoros monument de arhitectură religioasă din zona Bran. Construită pe o bază de piatră în secolul al XVIII-lea, în formă de cruce, biserica a fost pictată în tehnica frescei pe interior și exterior de către Nicolae Vartolomei din satul Simon și sfințită în anul 1813.